# Lysande gift
Lysande gift (engelska: D.O.A.) är en amerikansk film noir från 1950 i regi av Rudolph Maté. I huvudrollerna ses Edmond O'Brien och Pamela Britton. Berättelsen har filmatiserats på nytt som Color Me Dead 1969 och som Jagad av döden 1988.

## Handling
Den febrila handlingen kretsar kring en dömd mans strävan att ta reda på vem som har förgiftat honom och varför. Giftet är av en långsamverkande sort och försätter honom i situationen att han behöver lösa mordet på sig själv, under de få timmar han har kvar.

## Om filmen
Lysande gift har visats i SVT, bland annat i april 2017, i april 2019 och i november 2024.

## Rollista i urval
- Edmond O'Brien – Frank Bigelow
- Pamela Britton – Paula Gibson
- Luther Adler – Majak
- Lynn Baggett – Mrs. Phillips
- William Ching – Halliday
- Henry Hart – Stanley Phillips
- Beverly Garland – Miss Foster
- Neville Brand – Chester
- Laurette Luez – Marla Rakubian
- Virginia Lee – Jeannie
- Jess Kirkpatrick – Sam
- Cay Forrester – Sue
- Frank Jaquet – Dr. Matson
- Lawrence Dobkin – Dr. Schaefer
- Frank Gerstle – Dr. MacDonald
- Carol Hughes – Kitty